# ある神父の希望と絶望の7日間
『ある神父の希望と絶望の7日間』（あるしんぷのきぼうとぜつぼうのなのかかん、原題:Calvary）は2014年に公開されたアイルランド・イギリス合作のドラマ映画である。監督はジョン・マイケル・マクドナー、主演はブレンダン・グリーソンが務めた。
本作は日本国内で劇場公開されなかったが、Amazonプライム・ビデオでの配信が行われている。

## 概略
ジェームズ神父は誠実な人柄で多くの人から愛されていた。そんなある日、見知らぬ男が告解のためにジェームズを訪ねてきた。告解の場で、男は「俺は子供の頃に神父から性的虐待を受けた。その報復として、1週間後にお前を殺すことにした」などと滅茶苦茶なことを言ってきた。気狂いの戯言にも思えたが、男の目には尋常ではない覚悟が宿っており、ジェームズは大いに困惑した。と言うのも、本来であれば、脅迫を受けたとして直ちに警察に通報すべき案件だが、告解の場で話されたことは誰にも口外してはいけないという決まりが存在していたからである。
それから1週間、ジェームズは殺人予告に対してどう対処すべきかを必死で考え続けた。そして、運命の日曜日、ジェームズはある決意を胸に男の下へと向かうのだった。

## キャスト
※カッコ内は日本語吹替。
- ジェームズ神父：ブレンダン・グリーソン（金子由之）
- ジャック・ブレナン：クリス・オダウド（横堀悦夫）
- フィオナ：ケリー・ライリー（園崎未恵）
- フランク・ハート医師：エイダン・ギレン（落合弘治）
- マイケル・フィッツジェラルド：ディラン・モーラン（内田夕夜）
- サイモン：イザック・ド・バンコレ（関貴昭）
- ジェラルド・ライアン：M・エメット・ウォルシュ（勝部演之）
- テレサ：マリ＝ジョゼ・クローズ（坂井恭子）
- フレディ・ジョイス：ドーナル・グリーソン
- リアリー神父：デヴィッド・ウィルモット（竹田雅則）
- ブレンダン・リンチ：パット・ショート（藤原貴弘）
- スタントン警部補：ゲイリー・ライドン（石住昭彦）
- マイロ・ハーリヒー：キリアン・スコット
- ヴェロニカ・ブレナン：オーラ・オルーク
- レオ：オーウェン・シャープ
- ギャレット・モンゴメリー司教：デヴィッド・マックサヴェージ

その他の日本語吹替：あんどうさくら、後藤ヒロキ、吉田麻実、中村章吾
日本語版制作スタッフ
演出：安藤直子、翻訳：古賀香菜子、制作：ブロードメディア・スタジオ

## 製作
2011年10月21日、ジョン・マイケル・マクドナー監督の新作映画にブレンダン・グリーソンが出演することになったと報じられた。2012年2月9日、クリス・オダウド、エイダン・ギレン、ケリー・ライリーの起用が発表された。22日、デヴィッド・ウィルモットとイザック・ド・バンコレがキャスト入りした。

### 撮影・音楽
2012年9月24日、本作の主要撮影がアイルランドのスライゴ県で始まった。2013年2月26日、パトリック・キャシディが本作で使用される楽曲を手掛けるとの報道があった。2014年5月13日、ヴァレーズ・サラバンド・レコーズが本作のサウンドトラックを発売した。

## 公開・マーケティング
2012年10月2日、本作の劇中写真が初めて公開された。2014年1月19日、本作はサンダンス映画祭でプレミア上映された。21日、フォックス・サーチライト・ピクチャーズが本作の全米配給権を獲得したと報じられた。2月9日、第64回ベルリン国際映画祭で本作の上映が行われた。5月16日、本作のオフィシャル・トレイラーが公開された。

## 評価
本作は批評家から絶賛されている。映画批評集積サイトのRotten Tomatoesには172件のレビューがあり、批評家支持率は89%、平均点は10点満点で7.6点となっている。サイト側による批評家の見解の要約は「『ある神父の希望と絶望の7日間』は重苦しいテーマを扱っているが、そこにはユーモアや知性、繊細さが伴われている。これはブレンダン・グリーソンの見事な演技のお陰である。」となっている。また、Metacriticには42件のレビューがあり、加重平均値は77/100となっている。